# Prostaglandinski E receptor 3
Prostaglandinski E receptor 3 (EP3) je prostaglandinski receptor, kodiran PTGER3 genom.

## Receptor
Ovaj protein je član familije G protein spregnutih receptora. On je jedan od četiri receptora identifikovana za prostaglandin E2 (PGE2). Ovaj receptor ima mnoštvo bioloških funkcija, što obuhvata varenje, nervni sistem, bubrežnu reapsorpciju, i aktivnosti materičnih kontrakcija. U stomaku, on inhibira lučenje želudačne kiseline.
Ispitivanja na miševima sugeriraju da ovaj receptor takođe posreduje odgovor na adrenokortikotropni hormon kao i formiranje groznice.

## Varijacije
Više alternativno splajsovanih transkriptnih varijanti kodira osam distinktnih izoformi.

## Literatura
- Kotani M; Tanaka I; Ogawa Y;  . (1995). „Molecular cloning and expression of multiple isoforms of human prostaglandin E receptor EP3 subtype generated by alternative messenger RNA splicing: multiple second messenger systems and tissue-specific distributions”. Mol. Pharmacol. 48 (5): 869—79. PMID 7476918.
- Duncan AM; Anderson LL; Funk CD;  . (1995). „Chromosomal localization of the human prostanoid receptor gene family”. Genomics. 25 (3): 740—742. PMID 7759114. doi:10.1016/0888-7543(95)80022-E.
- Schmid A, Thierauch KH, Schleuning WD, Dinter H (1995). „Splice variants of the human EP3 receptor for prostaglandin E2”. Eur. J. Biochem. 228 (1): 23—30. PMID 7883006. doi:10.1111/j.1432-1033.1995.tb20223.x.
- An S; Yang J; So SW;  . (1995). „Isoforms of the EP3 subtype of human prostaglandin E2 receptor transduce both intracellular calcium and cAMP signals”. Biochemistry. 33 (48): 14496—14502. PMID 7981210. doi:10.1021/bi00252a016.
- Regan JW; Bailey TJ; Donello JE;  . (1994). „Molecular cloning and expression of human EP3 receptors: evidence of three variants with differing carboxyl termini”. Br. J. Pharmacol. 112 (2): 377—85. PMC 1910333 . PMID 8075855.
- Yang J, Xia M, Goetzl EJ, An S (1994). „Cloning and expression of the EP3-subtype of human receptors for prostaglandin E2”. Biochem. Biophys. Res. Commun. 198 (3): 999—1006. PMID 8117308. doi:10.1006/bbrc.1994.1142.
- Kunapuli SP; Fen Mao G; Bastepe M;  . (1994). „Cloning and expression of a prostaglandin E receptor EP3 subtype from human erythroleukaemia cells”. Biochem. J. 298 (2): 263—7. PMC 1137934 . PMID 8135729.
- Adam M; Boie Y; Rushmore TH;  . (1994). „Cloning and expression of three isoforms of the human EP3 prostanoid receptor”. FEBS Lett. 338 (2): 170—174. PMID 8307176. doi:10.1016/0014-5793(94)80358-7.
- Chang C, Negishi M, Nishigaki N, Ichikawa A (1997). „Functional interaction of the carboxylic acid group of agonists and the arginine residue of the seventh transmembrane domain of prostaglandin E receptor EP3 subtype”. Biochem. J. 322 (2): 597—601. PMC 1218231 . PMID 9065782.
- Kotani M; Tanaka I; Ogawa Y;  . (1997). „Structural organization of the human prostaglandin EP3 receptor subtype gene (PTGER3)”. Genomics. 40 (3): 425—434. PMID 9073510. doi:10.1006/geno.1996.4585.
- Ushikubi F; Segi E; Sugimoto Y;  . (1998). „Impaired febrile response in mice lacking the prostaglandin E receptor subtype EP3”. Nature. 395 (6699): 281—284. PMID 9751056. doi:10.1038/26233.
- Bhattacharya M; Peri K; Ribeiro-da-Silva A;  . (1999). „Localization of functional prostaglandin E2 receptors EP3 and EP4 in the nuclear envelope”. J. Biol. Chem. 274 (22): 15719—15724. PMID 10336471. doi:10.1074/jbc.274.22.15719.
- Liu J; Akahoshi T; Jiang S;  . (2000). „Induction of neutrophil death resembling neither apoptosis nor necrosis by ONO-AE-248, a selective agonist for PGE2 receptor subtype 3”. J. Leukoc. Biol. 68 (2): 187—93. PMID 10947062.
- Kurihara Y, Endo H, Kondo H (2001). „Induction of IL-6 via the EP3 subtype of prostaglandin E receptor in rat adjuvant-arthritic synovial cells”. Inflamm. Res. 50 (1): 1—5. PMID 11235015. doi:10.1007/s000110050716.
- Strausberg RL; Feingold EA; Grouse LH;  . (2003). „Generation and initial analysis of more than 15,000 full-length human and mouse cDNA sequences”. Proc. Natl. Acad. Sci. U.S.A. 99 (26): 16899—16903. PMC 139241 . PMID 12477932. doi:10.1073/pnas.242603899.
- Matsuoka Y; Furuyashiki T; Bito H;  . (2003). „Impaired adrenocorticotropic hormone response to bacterial endotoxin in mice deficient in prostaglandin E receptor EP1 and EP3 subtypes”. Proc. Natl. Acad. Sci. U.S.A. 100 (7): 4132—4137. PMC 153060 . PMID 12642666. doi:10.1073/pnas.0633341100.
- Wing DA; Goharkhay N; Hanna M;  . (2003). „EP3-2 receptor mRNA expression is reduced and EP3-6 receptor mRNA expression is increased in gravid human myometrium”. J. Soc. Gynecol. Investig. 10 (3): 124—129. PMID 12699873. doi:10.1016/S1071-5576(03)00007-8.
- Abulencia JP; Gaspard R; Healy ZR;  . (2003). „Shear-induced cyclooxygenase-2 via a JNK2/c-Jun-dependent pathway regulates prostaglandin receptor expression in chondrocytic cells”. J. Biol. Chem. 278 (31): 28388—28394. PMID 12743126. doi:10.1074/jbc.M301378200.
- Richards JA, Brueggemeier RW (2003). „Prostaglandin E2 regulates aromatase activity and expression in human adipose stromal cells via two distinct receptor subtypes”. J. Clin. Endocrinol. Metab. 88 (6): 2810—2816. PMID 12788892. doi:10.1210/jc.2002-021475.
- Moreland RB; Kim N; Nehra A;  . (2004). „Functional prostaglandin E (EP) receptors in human penile corpus cavernosum”. Int. J. Impot. Res. 15 (5): 362—368. PMID 14562138. doi:10.1038/sj.ijir.3901042.

## Spoljašnje veze
- „Prostanoid Receptors: EP3”. IUPHAR Database of Receptors and Ion Channels. International Union of Basic and Clinical Pharmacology. Архивирано из оригинала 29. 06. 2016. г.